# Parawani (jezioro)
Parawani (gruz. ფარავანი) – jezioro w południowej Gruzji.
Położone na wysokości 2073 n.p.m. w Małym Kaukazie. Zajmuje powierzchnię 37,5 km², co czyni je największym jeziorem w kraju. W najgłębszym miejscu jeziora głębokość sięga 3,3 metra. Średnia głębokość wynosi 2,4 m. Objętość wynosi ok. 90,8 mln metrów sześciennych.
Jezioro Parwani otoczone jest kilkoma górami o wysokości ponad 3000 metrów. Jest ono również źródłem rzeki Parawani.
W pobliżu jeziora znajduje się prawosławny klasztor z XI wieku.
Obszar jeziora objęty jest ostoją ptaków IBA na terenie, której zaobserwowano obecność derkacza zwyczajnego.

## Miejscowości nad jeziorem Parawani
- Poka
- Wladimirowka
- Aspara
- Achali Chulugmo
- Parawani